# Gradski muzej Varaždin
Gradski muzej Varaždin ustanova je koja čuva, prikuplja i predstavlja duhovnu i materijalnu baštinu varaždinskoga područja. Uz prikupljanje i obradu građe, u muzeju se odvijaju i različiti programi, poput likovnih i tematskih izložaba, koncerata, kazališnih predstava, književnih manifestacija, stručnih skupova, pa i komercijalnih manifestacija (auto-showovi ili modne revije).

## Povijest
Gradski muzej Varaždin utemeljen je na poticaj Varaždinskoga muzealnog društva i otvoren za posjetitelje 16. studenoga 1925. godine, u prostoru utvrde Stari grad. Prvotni postav sačinjavali su predmeti iz donacija poznatih varaždinskih obitelji. Tijekom godina građa se povećavala i oformljeni su odjeli s brojnim zbirkama.

## Odjeli i zbirke
Muzej je smješten u nekoliko građevina u varaždinskoj povijesnoj jezgri: Starom gradu, palačama  Prašinski-Sermage i Hercer, te Kuli stražarnici u kompleksu Staroga grada.
U muzeju postoje arheološki, povijesni, kulturnopovijesni, etnografski, entomološki i konzervatorsko-restauratorski odjel, te Galerija starih i novih majstora. U svakom od odjela postoji više zbirki.

## Vanjske poveznice
- Gradski muzej Varaždin, službene stranice muzeja